# جورج هارفي (سياسي)
جورج هارفي (بالإنجليزية: George Harvey)‏ هو سياسي بريطاني وبريطاني (وحمل سابقاً جنسية المملكة المتحدة لبريطانيا العظمى وأيرلندا)، ولد في 1870، وتوفي في 27 مارس 1939. حزبياً، نشط في حزب المحافظين. وقد في الانتخابات العامة في المملكة المتحدة 1924 ‏، انتخب عضو برلمان المملكة المتحدة الـ34 عن دائرة Kennington (UK Parliament constituency) ‏ (29 أكتوبر 1924 – 10 مايو 1929) وفي الانتخابات العامة في المملكة المتحدة 1931 ‏، انتخب عضو برلمان المملكة المتحدة الـ36 عن دائرة Kennington (UK Parliament constituency) ‏ (27 أكتوبر 1931 – 25 أكتوبر 1935) وفي الانتخابات العامة في المملكة المتحدة 1935 ‏، انتخب عضو برلمان المملكة المتحدة الـ37 عن دائرة Kennington (UK Parliament constituency) ‏ (14 نوفمبر 1935 – 27 مارس 1939).